# 애슐리 베이시움
애슐리 베이시움(Ashley Bashioum, 1983년 12월 30일 ~ )은 미국의 배우, 텔레비전 배우, 영화배우이다.
시카고에서 태어났다.

## 영화
- 슬라이스 (2013년)
- 새벽의 저주 - 온 더 플레인 (2007년) - 잭키 역
- 더 영 앤 더 레스트리스 (1973년)